# كارولاينا كوغارز
كارولاينا كوغارز (بالإنجليزية: Carolina Cougars)‏ كان فريق كرة سلة أمريكي تأسس في سنة 1969 وكان يقع مقره في غرينزبورو، تشارلوت، رالي. نافس في الرابطة الأمريكية لكرة السلة. دربه لاري براون من 1972 إلى 1974.